# Adonisea gloriosa
Adonisea gloriosa là một loài bướm đêm trong họ Noctuidae.